# Пещера Миларепы

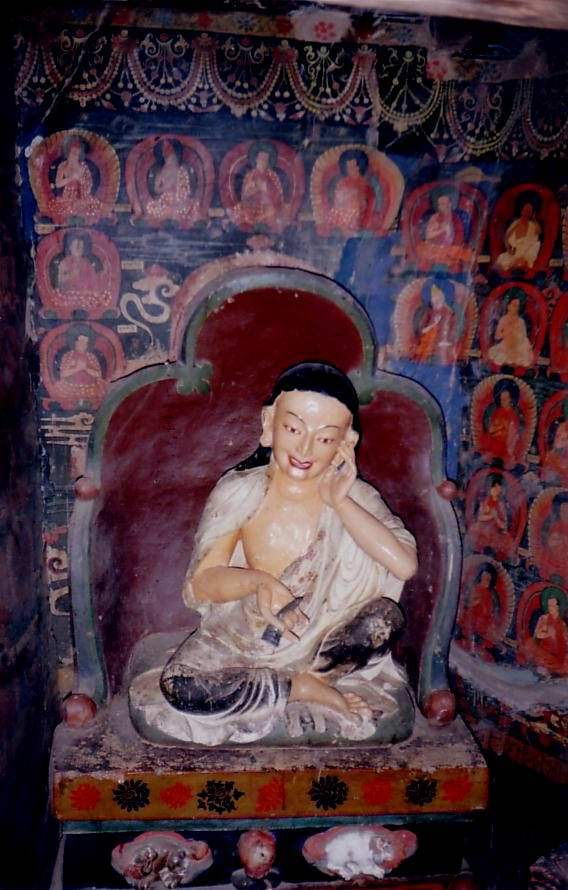
Статуя Миларепы, Гьянгдзе

Пещера Миларепы или пещера Намкадинг — пещера, где великий тибетский буддийский философ Миларепа провел много лет своей жизни в XI веке. Пещера расположена в 11 км к северу от посёлка Ньялам, в одноименном уезде, над рекой Мацанг.
В Непале существует также пещера, связанная с Миларепой, расположенная на Кольце Аннапурны, примерно на высоте 4000 метров возле деревни Мананг.

## Монастырь Пелгьелинг
Тропа от дороги ведет вниз через село к небольшому монастырю (гомпа), называемому Пелгьелинг или Пхегьелинг, который построен вокруг пещеры. В центре зала монастыря имеется статуя Будды Шакьямуни высотой 2,1 метра.
Монастырь принадлежал к школе кагью, однако, при содействии Пятого Далай-ламы, перешел в гелуг. Позже монастырь был связан с монастырем Сэра в Лхасе.

## Пещера
Из пещеры Миларепы открывается вид на скрытую долину Лапчхиганг. Сама пещера охраняется как святыня двумя монахами, в ней имеется статуя Миларепы, заключенная в стеклянном ящике. Также здесь есть изображения Миларепы, Цонкапы, и Палдэн Лхамо.
Реставрационные работы в пещере и монастыре велись художниками и мастерами из Непала и финансировались китайским правительством в 1970-е годы.

## В искусстве
Пещера и монастырь являются субъектом художественных фото работ Ричарда Гира,
Milarepa’s Cave, Nyelam Pelgye Ling Temple, Tibet (1993).